# Владимир Дограмаджиев
Владимир Христов Дограмаджиев е български офицер, полковник. Европейски шампион по конен спорт.

## Биография
Владимир Дограмаджиев е роден на 23 април 1899 г. в град Сливен, в семейството на Теофана Еврова от Пазардик и Христо Марков Дограмаджиев, юрист и народен представител от Демократическата партия, потомък на българи от Македония.
Завършва Военното на Негово величество училище в София. Стига до чин полковник. Кавалерист. 9 септември 1944 година го заварва като командир на Десети конен полк от Прикриващия фронт.
Деец е на политическия кръг „Звено“.
Европейски шампион е по конен спорт.
Владимир Дограмаджиев е убит след Деветосептемврийския преврат. Арестуван е в Сливен и е убит в 1945 година (според друг източник – в Пазарджик през 1946 година).

## Военни звания
- Подпоручик (4 октомври 1920)
- Поручик (27 ноември 1923)
- Капитан (31 октомври 1930)
- Майор (3 октомври 1938)
- Подполковник (3 октомври 1942)
- Полковник (1 януари 1945)